# Korbiniansschrein

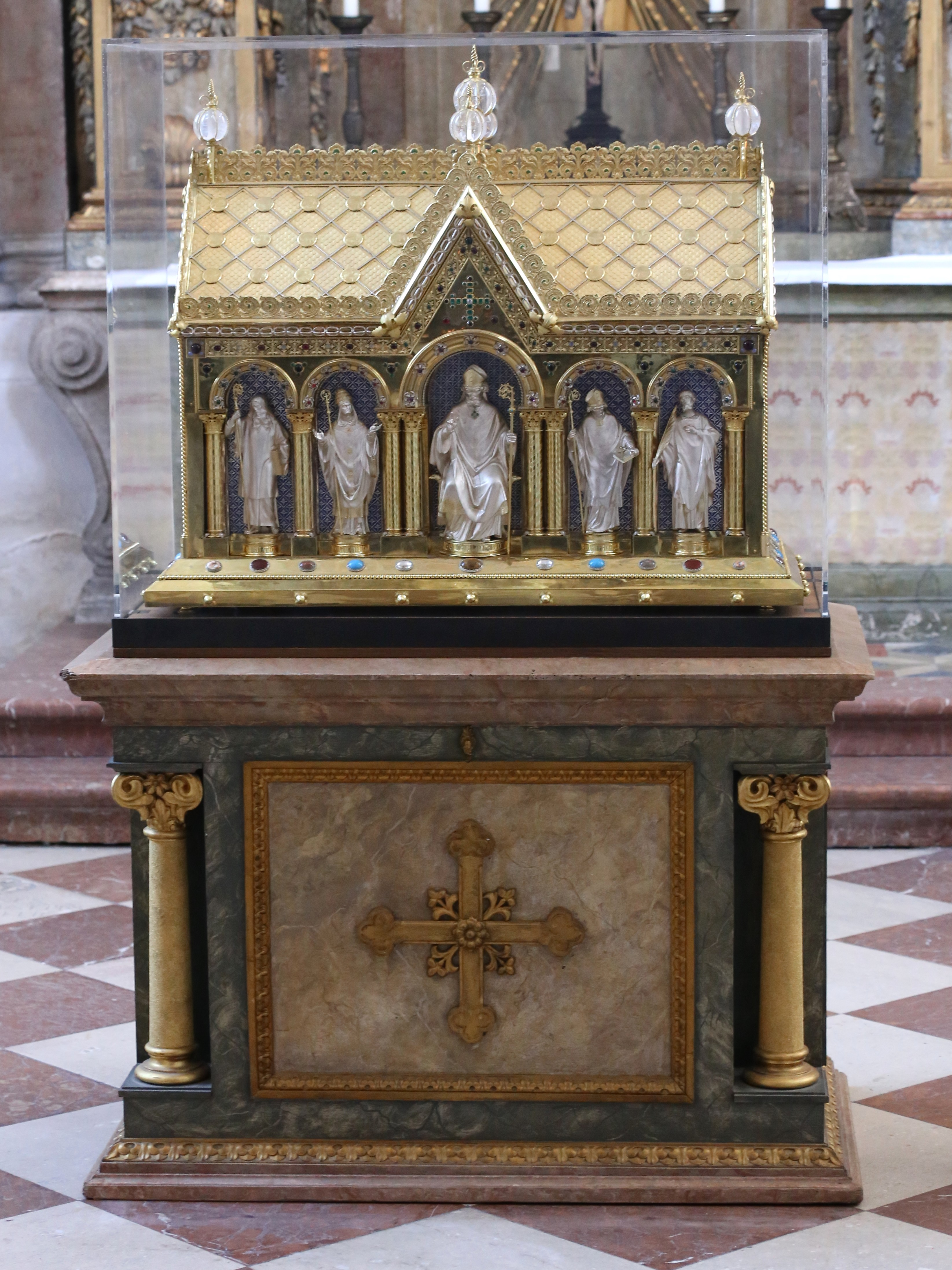
Korbiniansschrein

Der Korbiniansschrein ist ein Reliquienschrein des 19. Jahrhunderts im Freisinger Dom. Er enthält die Gebeine des heiligen Korbinian, der als Wanderbischof im 8. Jahrhundert in Altbayern im Gebiet um Freising den christlichen Glauben verkündete. Er starb an einem 8. September zwischen 724 und 730 in Freising, wurde jedoch auf seinen Wunsch hin in der Burg Mais (castrum Mais) bestattet. Der spätere Bischof von Freising Arbeo ließ nach umfangreichen Bemühungen die Gebeine des als Heiligen anerkannten Korbinian im Winter 768/69 wieder nach Freising zurückzuholen, wo sie am 24. Februar 769 eintrafen. Arbeo von Freising verfasste um 770 die Lebensgeschichte seines verehrten Vorbildes Korbinian.
Im 19. Jahrhundert wurden die sterblichen Überreste Korbinians aus dem ursprünglichen Steinsarg in einen im neuromanischen Stil gestalteten Reliquienschrein umgebettet. Auftraggeber des Schreins war Erzbischofs Gregor von Scherr. Ausgeführt wurde er nach Entwürfen von Heinrich Maria von Hess und Caspar von Zumbusch durch den Münchner Goldschmied Ferdinand Harrach (1821–1898). Im Jahr 1863 wurde der Schrein überführt und auf dem ursprünglichen Sarkophag aufgestellt. Vorbilder waren rheinische Schreine der Frühgotik.
Am 20. November jeden Jahres wird zum Korbiniansfest der Schrein im Kirchenschiff des Doms vor den Altarstufen zur Verehrung durch die Gläubigen aufgestellt.

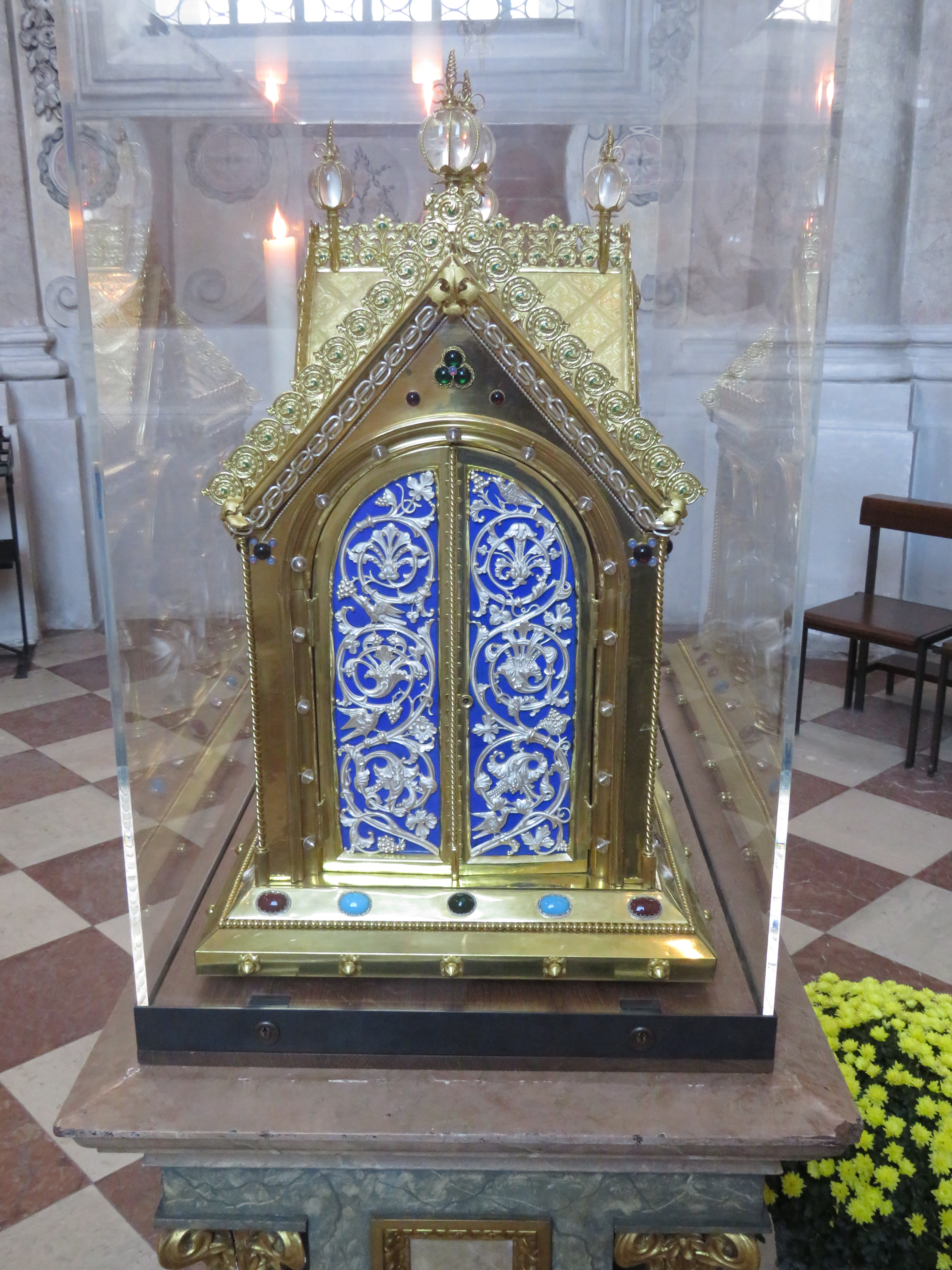
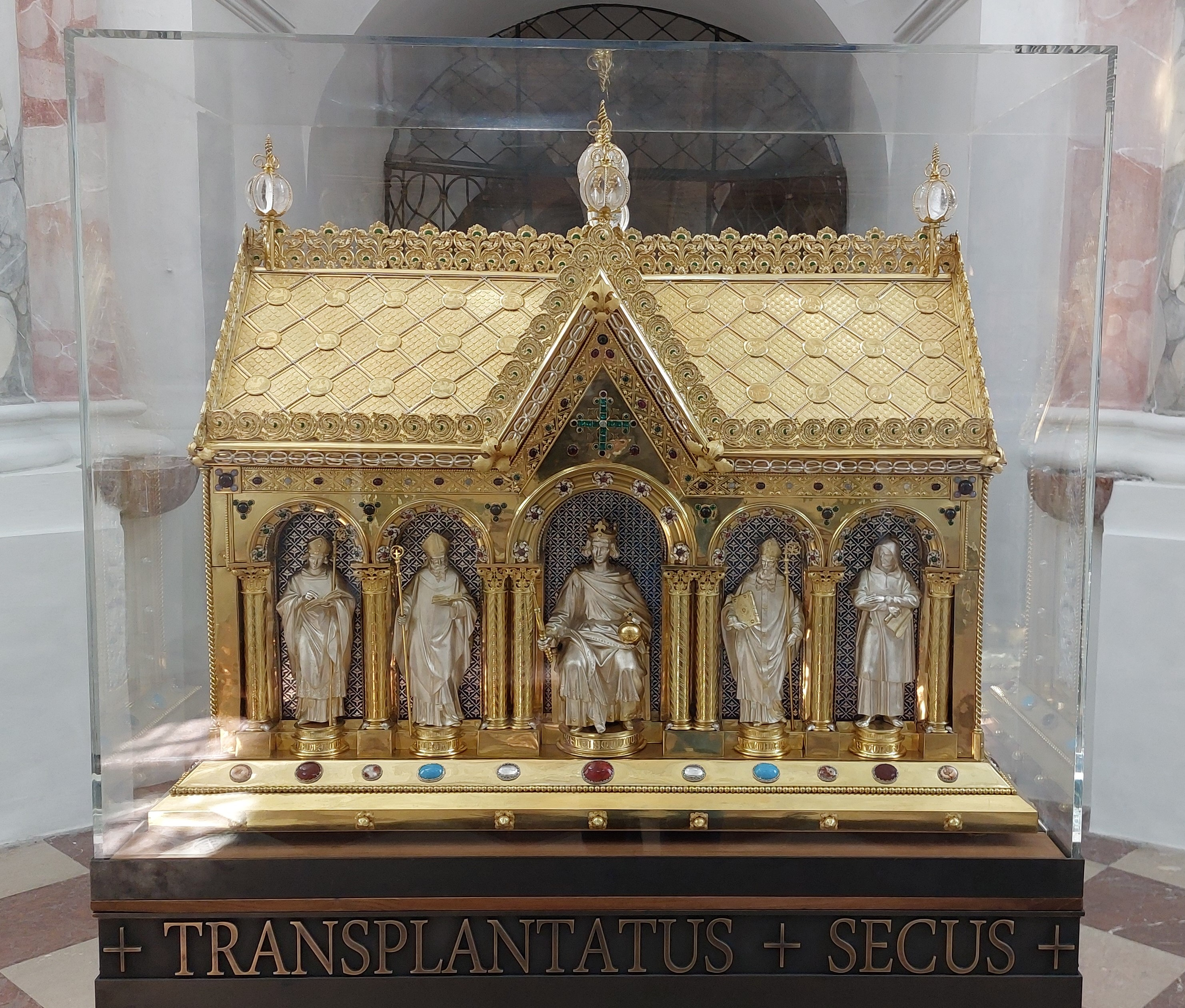
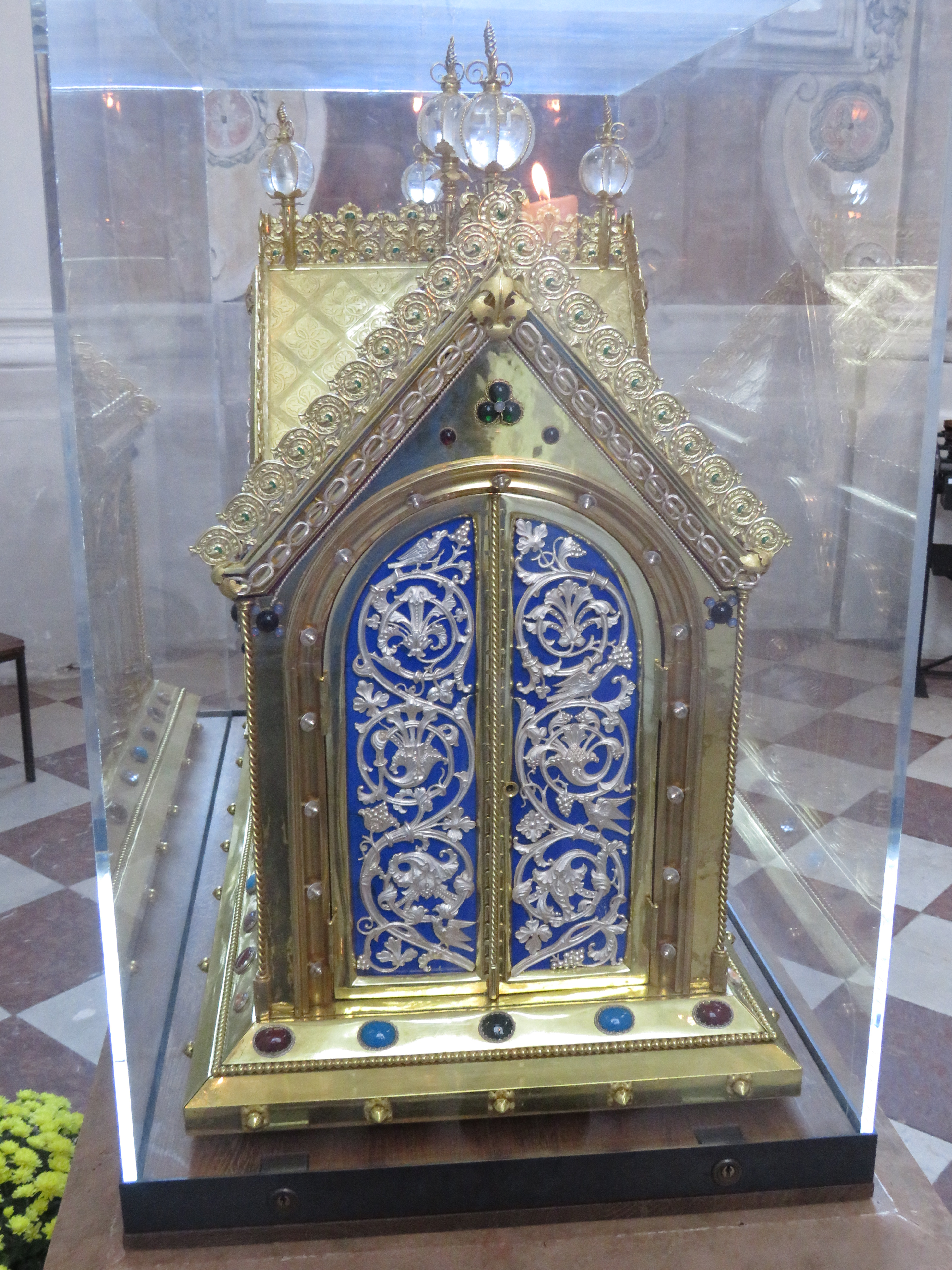